# Cinoglòssids

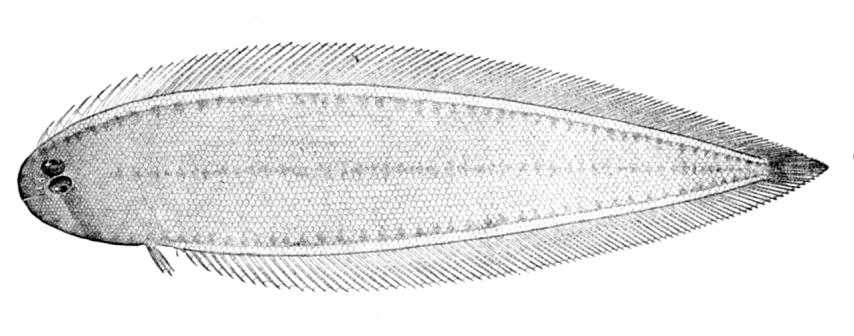
Symphurus marginatus

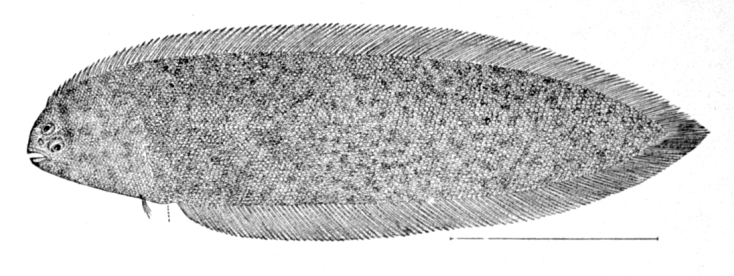
Symphurus nebulosus

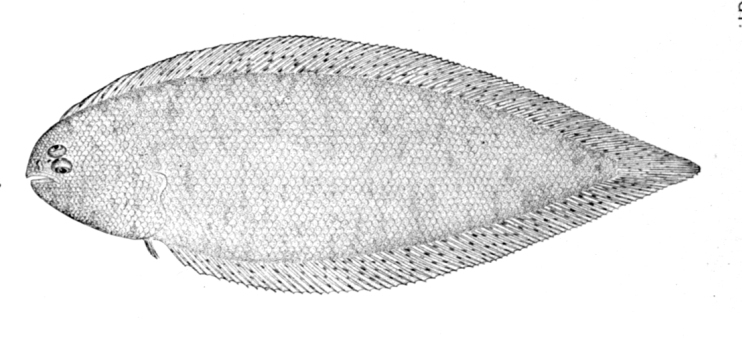
Symphurus piger

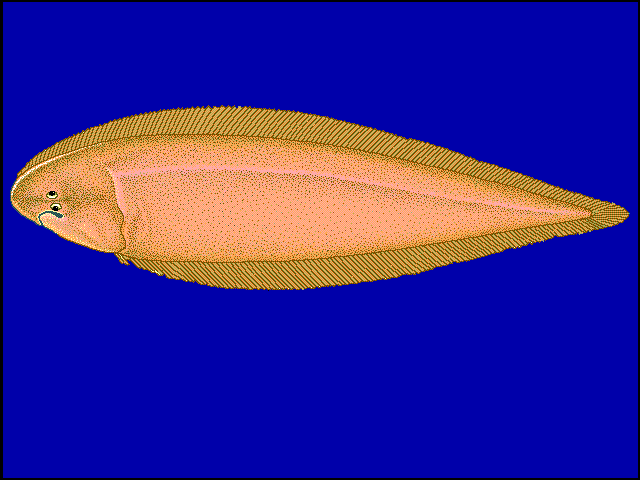
Cynoglossus canariensis

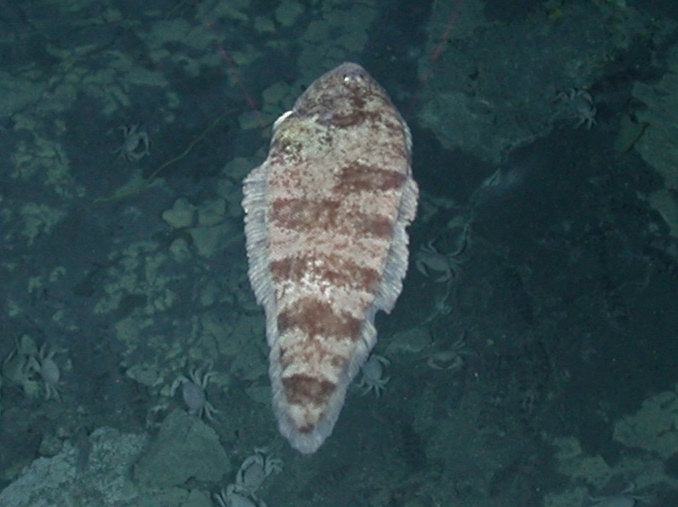
Symphurus thermophilus

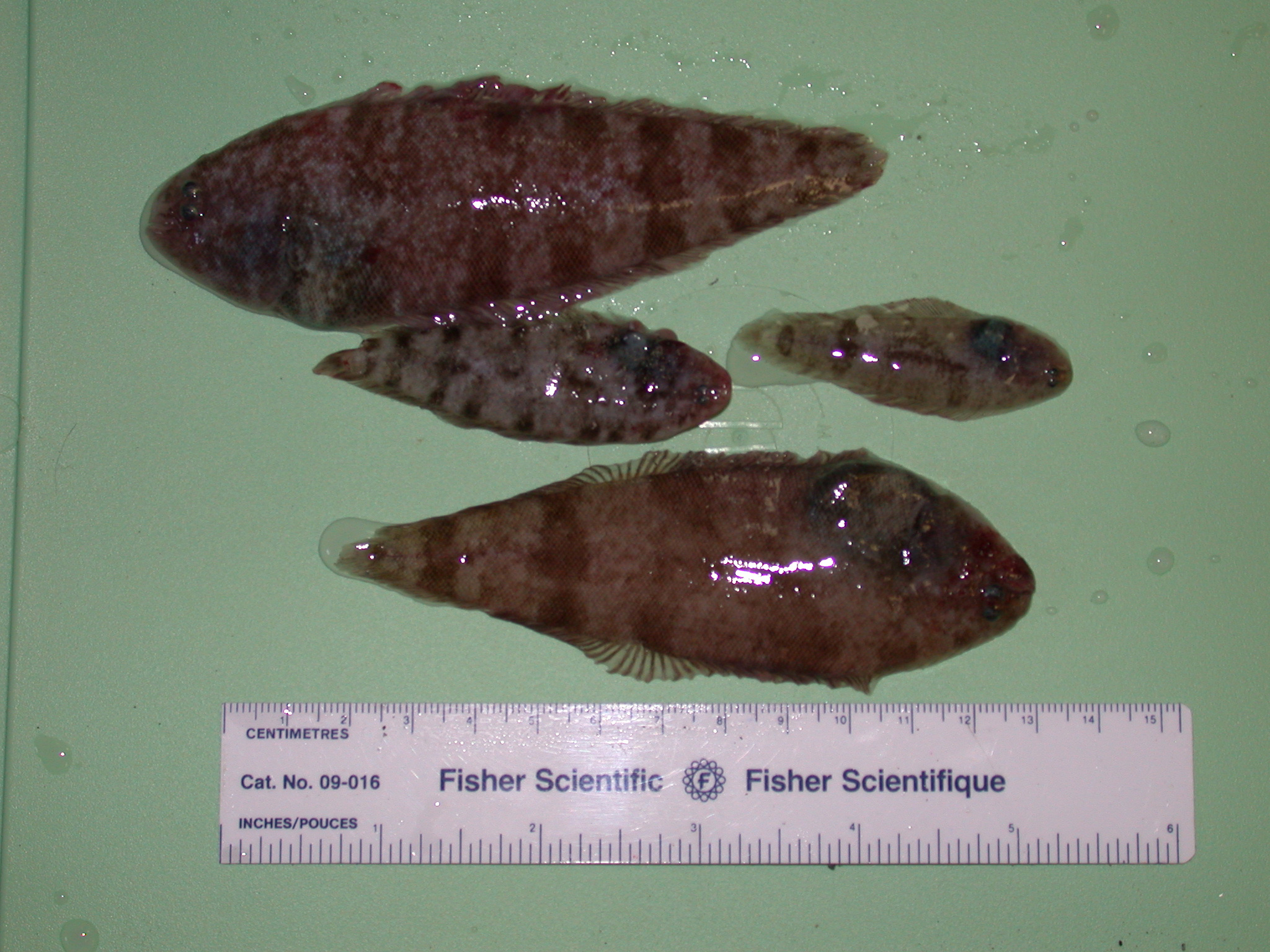
Symphurus thermophilus

Els cinoglòssids (Cynoglossidae) són una família de peixos plans de l'ordre dels pleuronectiformes.

## Morfologia
- Aletes imparelles contínues.
- La caudal pot ésser absent.
- El cos és molt allargat en forma de llengua.
- Poden arribar a tindre fins a tres línies laterals, totes al costat ocular.
- No tenen pectoral i, de vegades, les pèlviques poden no aparèixer.[1]

## Distribució geogràfica
Es troben als oceans tropicals i subtropicals, tot i que n'hi ha espècies que viuen a estuaris i rius.

## Taxonomia
Hi ha 137 espècies repartides en 3 gèneres:
- Gènere Cynoglossus[3]
  - Cynoglossus abbreviatus (Gray, 1834).
  - Cynoglossus acaudatus (Gilchrist, 1906).
  - Cynoglossus acutirostris (Norman, 1939).
  - Cynoglossus arel (Bloch i Schneider, 1801).[4]
  - Cynoglossus attenuatus (Gilchrist & Thompson, 1917).
  - Cynoglossus bilineatus (Lacépède, 1802).
  - Cynoglossus broadhursti (Waite, 1905).
  - Cynoglossus browni (Chabanaud, 1949).
  - Cynoglossus cadenati (Chabanaud, 1947).
  - Cynoglossus canariensis (Steindachner, 1882).
  - Cynoglossus capensis (Kaup, 1858).
  - Cynoglossus carpenteri (Alcock, 1889).
  - Cynoglossus cynoglossus (Hamilton, 1822).
  - Cynoglossus dispar (Day, 1877).
  - Cynoglossus dollfusi (Chabanaud, 1931).
  - Cynoglossus dubius (Day, 1873).
  - Cynoglossus durbanensis (Regan, 1921).
  - Cynoglossus feldmanni (Bleeker, 1853).
  - Cynoglossus gilchristi (Regan, 1920).
  - Cynoglossus gracilis (Günther, 1873).
  - Cynoglossus heterolepis (Weber, 1910).
  - Cynoglossus interruptus (Günther, 1880).
  - Cynoglossus itinus (Snyder, 1909).
  - Cynoglossus joyneri (Günther, 1878).
  - Cynoglossus kapuasensis (Fowler, 1905).
  - Cynoglossus kopsii (Bleeker, 1851).
  - Cynoglossus lachneri (Menon, 1977).
  - Cynoglossus lida (Bleeker, 1851).
  - Cynoglossus lighti (Norman, 1925).
  - Cynoglossus lineolatus (Steindachner, 1867).
  - Cynoglossus lingua (Hamilton, 1822).
  - Cynoglossus maccullochi (Norman, 1926).
  - Cynoglossus macrolepidotus (Bleeker, 1851).
  - Cynoglossus macrophthalmus (Norman, 1926).
  - Cynoglossus macrostomus (Norman, 1928).
  - Cynoglossus maculipinnis (Rendahl, 1921).
  - Cynoglossus marleyi (Regan, 1921).
  - Cynoglossus melampetalus (Richardson, 1846).
  - Cynoglossus microlepis (Bleeker, 1851).
  - Cynoglossus monodi (Chabanaud, 1949).
  - Cynoglossus monopus (Bleeker, 1849).
  - Cynoglossus nigropinnatus (Ochiai, 1963).
  - Cynoglossus ogilbyi (Norman, 1926).
  - Cynoglossus oligolepis (Bleeker, 1854).
  - Cynoglossus pottii (Steindachner, 1902).
  - Cynoglossus puncticeps (Richardson, 1846).
  - Cynoglossus purpureomaculatus (Regan, 1905).
  - Cynoglossus robustus (Günther, 1873).
  - Cynoglossus roulei (Wu, 1932).
  - Cynoglossus sealarki (Regan, 1908).
  - Cynoglossus semifasciatus (Day, 1877).
  - Cynoglossus semilaevis (Günther, 1873).
  - Cynoglossus senegalensis (Kaup, 1858).
  - Cynoglossus sibogae (Weber, 1913).
  - Cynoglossus sinicus (Wu, 1932).
  - Cynoglossus sinusarabici (Chabanaud, 1931).
  - Cynoglossus suyeni (Fowler, 1934).
  - Cynoglossus trigrammus (Günther, 1862).
  - Cynoglossus trulla (Cantor, 1849).
  - Cynoglossus waandersii (Bleeker, 1854).
  - Cynoglossus zanzibarensis (Norman, 1939).
- Gènere Paraplagusia
  - Paraplagusia bilineata (Lacépède, 1802).
  - Paraplagusia blochii (Bleeker, 1851).
  - Paraplagusia guttata (Macleay, 1878).
  - Paraplagusia japonica (Temminck i Schlegel, 1846).
  - Paraplagusia longirostris (Chapleau, Renaud & Kailola, 1991).
  - Paraplagusia sinerama (Chapleau & Renaud, 1993).[5]
- Gènere Symphurus[6]
  - Symphurus arawak (Robins & Randall, 1965).
  - Symphurus atramentatus (Jordan & Bollman, 1890).
  - Symphurus atricaudus (Jordan & Gilbert, 1880).
  - Symphurus australis (Rendahl, 1922).
  - Symphurus bathyspilus (Krabbenhoft & Munroe, 2003).[7]
  - Symphurus billykrietei (Munroe, 1998).
  - Symphurus callopterus (Munroe & Mahadeva, 1989).
  - Symphurus caribbeanus (Munroe, 1991).
  - Symphurus chabanaudi (Mahadeva & Munroe, 1990).
  - Symphurus civitatium (Ginsburg, 1951).
  - Symphurus diabolicus (Mahadeva & Munroe, 1990).[8]
  - Symphurus diomedeanus (Goode i Bean, 1885).
  - Symphurus elongatus.
  - Symphurus fasciolaris (Gilbert, 1892).
  - Symphurus fuscus (Brauer, 1906).
  - Symphurus gilesii (Alcock, 1889).
  - Symphurus ginsburgi (Menezes & Benvegnú, 1976).
  - Symphurus gorgonae (Chabanaud, 1948).
  - Symphurus hondoensis (Hubbs, 1915).[9]
  - Symphurus insularis (Munroe, Brito & Hernández, 2000).[10]
  - Symphurus jenynsi (Evermann & Kendall, 1907).
  - Symphurus kyaropterygium (Menezes & Benvegnú, 1976).
  - Symphurus leei (Jordan & Bollman, 1890).
  - Symphurus ligulatus (Cocco, 1844).
  - Symphurus lubbocki (Munroe, 1990).
  - Symphurus luzonensis (Chabanaud, 1955).
  - Symphurus macrophthalmus (Norman, 1926).
  - Symphurus maldivensis (Chabanaud, 1955).
  - Symphurus marginatus (Goode i Bean, 1886).
  - Symphurus marmoratus (Bleeker, 1851).
  - Symphurus melanurus (Clark, 1936).
  - Symphurus melasmatotheca (Munroe & Nizinski, 1990).[11]
  - Symphurus microlepis (Bleeker, 1851).
  - Symphurus microrhynchus (Weber, 1913).
  - Symphurus minor (Ginsburg, 1951).
  - Symphurus monostigmus (Munroe, 2006).
  - Symphurus nebulosus (Goode i Bean, 1883).
  - Symphurus nigrescens (Rafinesque, 1810).[12]
  - Symphurus normani (Chabanaud, 1950).
  - Symphurus novemfasciatus (Shen & Lin, 1984).
  - Symphurus ocellatus.
  - Symphurus oculellus (Munroe, 1991).
  - Symphurus oligomerus (Mahadeva & Munroe, 1990).
  - Symphurus ommaspilus (Böhlke, 1961).
  - Symphurus orientalis (Bleeker, 1879).
  - Symphurus parvus (Ginsburg, 1951).
  - Symphurus pelicanus (Ginsburg, 1951).
  - Symphurus piger.
  - Symphurus plagiusa (Linnaeus, 1766).[13]
  - Symphurus plagusia (Bloch i Schneider, 1801).[14]
  - Symphurus prolatinaris (Munroe, Nizinski & Mahadeva, 1991).
  - Symphurus pusillus (Goode i Bean, 1885).
  - Symphurus regani (Weber & de Beaufort, 1929).
  - Symphurus reticulatus (Munroe, 1990).
  - Symphurus rhytisma (Böhlke, 1961).
  - Symphurus schultzi (Chabanaud, 1955).
  - Symphurus septemstriatus (Alcock, 1891).
  - Symphurus stigmosus (Munroe, 1998).
  - Symphurus strictus (Gilbert, 1905).
  - Symphurus tessellatus (Quoy i Gaimard, 1824).
  - Symphurus trewavasae (Chabanaud, 1948).
  - Symphurus trifasciatus (Alcock, 1894)).
  - Symphurus undatus (Gilbert, 1905).
  - Symphurus undecimplerus (Munroe & Nizinski, 1990).
  - Symphurus urospilus (Ginsburg, 1951).
  - Symphurus vanmelleae (Chabanaud, 1952).
  - Symphurus variegatus (Gilchrist, 1903).
  - Symphurus varius (Garman, 1899).
  - Symphurus williamsi (Jordan & Culver, 1895).
  - Symphurus woodmasoni (Alcock, 1889).[15][16]